# Municipio Julimes
Koordinaten: 28° 30′ N, 105° 0′ W
Julimes ist ein Municipio mit etwa 5.000 Einwohnern im mexikanischen Bundesstaat Chihuahua. Das Municipio hat eine Fläche von 4125,5 km². Verwaltungssitz und größter Ort des Municipios ist das gleichnamige Julimes.

## Geographie
Das Municipio Julimes liegt im Osten des Bundesstaats Chihuahua auf einer Höhe zwischen 1000 m und 2300 m. Es zählt zur Gänze zur physiographischen Provinz der Sierras y Llanuras del Norte; 68 % des Municipios liegen in der hydrologischen Region Bravo-Conchos und entwässern in den Golf von Mexiko, der Rest liegt im endorheischen Becken des Bolsón de Mapimí. Die Geologie des Municipios wird zu 42 % von Alluvionen bestimmt bei 27 % rhyolithischem Tuff, 22 % Konglomeratgestein und 5 % Kalkstein; vorherrschende Bodentypen im Municipio sind der Leptosol (28 %), Calcisol (27 %), Phaeozem (19 %), Kastanozem (9 %) und Vertisol (6 %). 75 % des Municipios werden von Gestrüpplandschaft eingenommen, 19 % werden als Weideland genutzt.
Das Municipio grenzt an die Municipios Aldama, Ojinaga, Camargo, Saucillo, Meoqui und Rosales.

## Bevölkerung
Beim Zensus 2010 wurden im Municipio 4953 Menschen in 1484 Wohneinheiten gezählt. Davon wurden 21 Personen als Sprecher einer indigenen Sprache registriert. 4 Prozent der Bevölkerung waren Analphabeten. 1904 Einwohner wurden als Erwerbspersonen registriert, wovon 77 % Männer bzw. 1,9 % arbeitslos waren. 6,1 Prozent der Bevölkerung lebten in extremer Armut.

## Orte
Das Municipio Julimes umfasst 52 bewohnte localidades, von denen lediglich der Hauptort vom INEGI als urban klassifiziert ist. Zehn Orte wiesen beim Zensus 2010 eine Einwohnerzahl von über 100 auf. Die größten Orte sind:
| Ort               | Einwohner |
| Julimes           | 1.795     |
| La Regina         | 0.739     |
| Colonia Esperanza | 0.509     |
| Colonia San José  | 0.509     |